# Château de Beaumont (Vienne)
Le château de Beaumont est un ancien château fort, de nos jours en ruines, dont les vestiges se dressent sur l'ancienne commune française de Beaumont, dans le département de la Vienne, en région Nouvelle-Aquitaine.

## Localisation
Le château est bâti sur une hauteur, aujourd'hui au milieu des vignes, à quelques centaines de mètres du bourg de Beaumont au sein de la commune nouvelle de Beaumont Saint-Cyr, dans le département français de la Vienne.
Le château, dressé à 140 m d'altitude au sommet d'une falaise de tuffeau turonien, dominant la vallée du Clain d'environ 60 m, était un excellent poste d'observation. Il surveillait notamment le trafic qui empruntait la grande route Tours-Poitiers.

## Historique
La première mention d'un seigneur de Beaumont Philippus dominus Bellimontis remonte à 1069 d'après un acte conservé dans le cartulaire de Noyers. Le castrum de Belli montis est mentionné pour la première fois en 1123. La tour Turris Belli Montis est citée dans les documents en 1237. La tour a donc probablement été bâtie au XIIe siècle.
La motte de Beaumont aurait été le siège d'une châtellenie relevant de la baronnie de Colombiers.

## Description
Le site se compose d'une tour romane, plantée au milieu des vignes, des Xe – XIIe siècles fortement délabrée dénommée « la Tour » et qui sera détruite au XVIIe siècle, et d'une motte plus ancienne, dénommée « le castrum » à une soixantaine de mètres au sud de la tour.

### La Tour
Elle adopte un plan presque carré (13,5 × 14 m) avec une hauteur résiduelle d'une dizaine de mètres. Elle est bâtie en moellons de calcaire et l'épaisseur des murs, renforcés de contreforts rectangulaires peu saillants, et les massifs arrondis des angles les plus exposés aux attaques, soulignent son rôle défensif. Elle est flanquée de trois tours d'angle et d'une tour carrée, abritant un escalier à vis, qui est accolée au donjon primitif sur sa façade sud, au XVe siècle par Aimery de Brisay. Cette construction a pour but de transformer le château féodal en une demeure plus confortable. Toutefois, des tourelles de 5 m de diamètres ont aussi été construites à cette époque. Elles sont pourvues de canonnières. Leur fonction défensive reste énigmatique dans le mesure où elles ne communiquent pas entre elles, limitant ainsi les possibilités de déplacement des défenseurs.

### La motte
Elle était surmontée par un second donjon roman rectangulaire d'environ 18 × 14 mètres, effondré et remblayé. Seul un angle de mur reste visible. La motte, d'un diamètre d'une quarantaine de mètres, est bâtie à l'aplomb d'une falaise de tuffeau au sein duquel subsiste un souterrain aménagé auquel on peut accéder par la carrière de pierre qui l'a (capturé ??) au XIXe siècle

### Chapelle Saint-Georges
La chapelle ecclesia Sancti Georgii de Bello monte, attenante au castrum, apparaît dans le pouillé de Gauthier réalisé vers 1032.